# الجبوب (المركز)

تعديل مصدري - تعديل

الجبوب هي إحدى حارات مدينة قرية المركز أحد مدن محافظة إب، بلغ تعداد سكانها 83 نسمة حسب تعداد اليمن لعام 2004.